# Gare de Pestszentimre

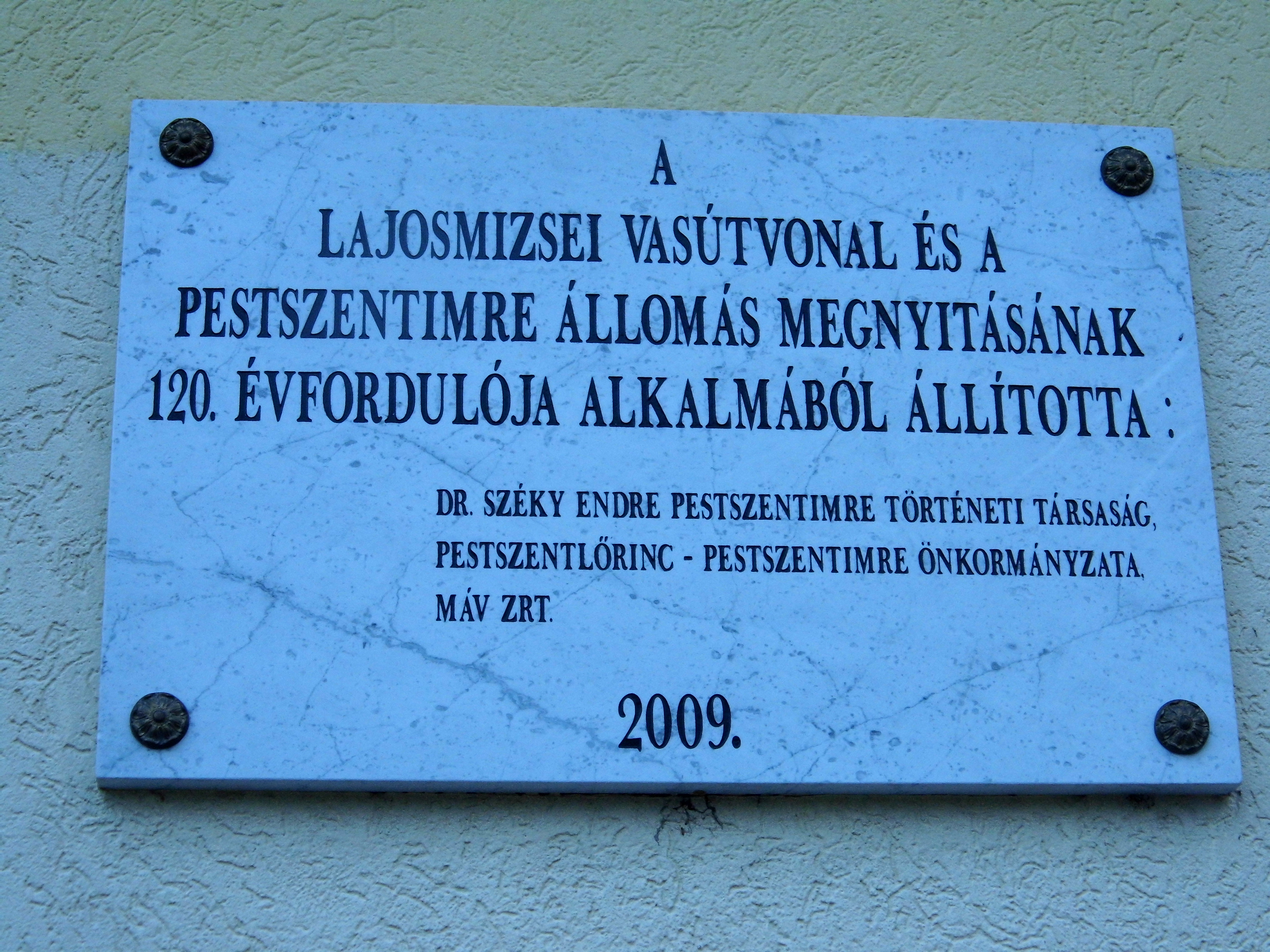

La gare de Pestszentimre (en hongrois : Pestszentimre vasútállomás) est une gare ferroviaire secondaire de Budapest en Hongrie. 